# Tarta Tatin
La tarta Tatin es una variante de la tarta de manzana en la que las manzanas han sido caramelizadas en mantequilla y azúcar antes de incorporar la masa. Su peculiaridad es que se trata de una tarta al revés, es decir, para su elaboración las manzanas se ponen debajo y la masa encima.

## Historia
La tradición dice que la Tarte Tatin fue creada por accidente en el 'Hotel Tatin' en Lamotte-Beuvron, Francia en 1889, lugar del que deriva el nombre. El hotel era regentado por dos hermanas, Stéphanie Tatin (1838–1917) y Caroline Tatin (1847–1911). Existen múltiples versiones acerca del origen de la tarta pero la historia más aceptada menciona que un despiste de Stéphanie Tatin hizo que se cocinaran más de la cuenta las manzanas, y para no desperdiciarlas le pusieron la pasta encima y la hornearon, y después le dieron vuelta con cuidado, dando lugar a esta variante tan conocida en la cocina francesa.

## Características
La elaboración de esta tarta es muy sencilla de hacer y su presentación muy adecuada para cualquier celebración como por ejemplo bodas, cumpleaños, despedidas de soltero, etc. Los ingredientes necesarios son 5 o 6 (según el tamaño del molde) manzanas cortadas en gajos muy gruesos, 50 gramos de mantequilla, 200 gramos de azúcar, dos cucharadas soperas de agua y una oblea grande de masa quebrada. Lo más importante de la elaboración es contar con un molde de repostería con bordes altos o una sartén de hierro fundido que se pueda introducir en el horno. En la sartén se hace un caramelo al que se añade la mantequilla en trocitos. Cuando está ligeramente dorado, se ponen los gajos de manzana intentando que queden apretados y colocados de forma estética, y se tapa. Tras 5 o 10 minutos, se cubre con la masa quebrada a la que haremos un par de agujeros para que salga el vapor. Se introduce en el horno que estará precalentado a 200 °C y se deja unos 20 minutos o hasta que la masa esté hecha. Se le da la vuelta encima de un plato cuando está todavía caliente. De lo contrario, el caramelo enfriado habrá pegado las manzanas al fondo del molde. Opcionalmente, se puede acompañar de un helado de vainilla.
Existen diversas variaciones de la Tarta Tatin clásica que se realizan modificando la fruta base del plato. En este caso se utilizarían piñas, peras o melocotones, manteniendo el agua, azúcar, mantequilla y harina como los ingredientes principales de esta riquísima tarta.